# ماكس رايت (لاعب كرة قدم)
ماكس رايت (بالإنجليزية: Max Wright)‏ هو لاعب كرة قدم بريطاني في مركز نصف الجناح، ولد في 6 أبريل 1998 في غريمسبي ‏ في المملكة المتحدة. لعب مع غريمسبي تاون ونادي بوسطن يونايتد.